# Grand Forks (Dakota del Nord)
Grand Forks è la terza città per numero di abitanti dello Stato del Dakota del Nord ed è sede della Contea di Grand Forks, negli Stati Uniti d'America settentrionali. Nel luglio 2007 la sua popolazione era di 51 740 residenti. Grand Forks, insieme a East Grand Forks, un'estensione della città situata nel Minnesota, forma il centro dell'Area Metropolitana di Grand Forks, chiamata Greater Grand Forks o The Grand Cities, che conta in totale 97 791 abitanti.
Situata sulla sponda occidentale del fiume Red River of the North in una regione collinare conosciuta come Red River Valley, la città è particolarmente predisposta agli straripamenti e fu devastata particolarmente dall'inondazione del Red River del 1997. Originariamente chiamata Les Grandes Fourches, Grand Forks fu fondata 1870 da Alexander Griggs e ricevette lo status di città il 22 febbraio 1881. La sua localizzazione alla confluenza (in inglese appunto detta anche fork) tra il fiume Red e il Red Lake diede il nome attuale alla città.
Anticamente noto centro agricolo, l'economia della città è oggi basata sull'insegnamento superiore, sulle infrastrutture mediche, sulla manifattura, sulla lavorazione del cibo e sulla ricerca scientifica. Dispone dell'Aeroporto internazionale di Grand Forks e della Grand Forks Air Force Base, nonché dell'Università del Dakota del Nord, la più antica nello Stato. L'Alerus Center e l'arena Ralph Engelstad ospitano gare di atletica, mentre il Museo d'Arte del Dakota del Nord e l'Auditorium Chester Fritz sono i più importanti centri culturali cittadini.

## Storia
Prima della fondazione della città, il territorio nella quale essa si estende era un punto di incontro importante tra tribù di Nativi Americani. I primi esploratori francesi che giunsero in questa zona, dei commercianti di pelle, la battezzarono Les Grandes Fourches. Nel 1740, Les Grandes Fourches iniziò a diventare un importante centro di commercio per i venditori di pelle. Un ufficio postale fu costruito qui il 15 giugno 1870 e da quel giorno il nome del territorio fu cambiato in Grand Forks. Alexander Griggs, il capitano di una nave a vapore, è riconosciuto come "il padre di Grand Forks". La nave a vapore di Griggs stava navigando sul fiume Red in una spedizione nel tardo autunno del 1870, forzando il capitano a trascorrere l'inverno a Grand Forks. Griggs fondò una città vera e propria nel 1875 e Grand Forks ricevette lo status di città il 22 febbraio 1881. La città crebbe velocemente dopo la costruzione della Great Northern Railway nel 1880 e della Northern Pacific Railway nel 1887. Nel 1883, l'Università del Dakota del Nord venne costruita, sei anni prima che il Dakota del Nord venne riconosciuto ufficialmente come stato, nato dal Territorio del Dakota. Verso il 1900 vennero costruiti nuovi quartieri verso sud ed ovest e la città si espanse nuovamente. Nel 1922 iniziò la costruzione del North Dakota Mill and Elevator nella parte settentrionale della città. Nel 1954, Grand Forks fu scelta per la costruzione di una base aerea militare. Questo fatto portò nuovi residenti nella città. La base militare e l'università divennero così due parti integranti dell'economia cittadina. Furono inoltre costruiti, nella seconda metà del XX secolo, l'Interstate 29 e due grandi magazzini a sud della città.

## Geografia fisica

### Territorio
Grand Forks è localizzata a 119 chilometri (74 miglia) a nord di Fargo e a 233 chilometri (145 miglia) a sud di Winnipeg. Grand Forks è situata sulla sponda occidentale del fiume Red River of the North in un'area conosciuta come Red River Valley. Il termine "forks" deriva dalla confluenza del fiume Red col fiume Red Lake. La città copre un'area di 49,9 chilometri quadrati (19,2 miglia quadrate) in totale. Dato che la zona su cui è situata la città è parecchio collinare, vari punti di essa si trovano su differenti altitudini. Non ci sono laghi entro i confini della città di Grand Forks, ma i laghi Red e English Coulee si trovano a poca distanza e favoriscono un'agricoltura abbastanza produttiva. La Red River Valley è il risultato dell'azione erosiva dei ghiacci avvenuta durante l'ultima glaciazione. Quando i ghiacciai si sciolserò, si formò il lago Agassiz.

### Clima
Data la sua localizzazione nelle Grandi Pianure e alla sua distanza dagli oceani e dalle montagne, la città gode di un clima continentale. Questo tipo di clima è contrassegnato da quattro stagioni distinte e da grandi variazioni di temperatura in brevi archi di tempo. Dato che non ci sono montagne o grossi corpi d'acqua ad influenzare il clima, Grand Forks è esposta ad alte pressioni provenienti dall'Artico. La città è conosciuta per i suoi lunghi inverni nevosi. Le estati sono invece calde; in questa stagione si presentano molti temporali.
| Month                             | Gen      | Feb     | Mar     | Apr     | Mag     | Giu     | Lug     | Ago     | Set     | Ott     | Nov     | Dic     |
| --------------------------------- | -------- | ------- | ------- | ------- | ------- | ------- | ------- | ------- | ------- | ------- | ------- | ------- |
| Temperatura massima media °F (°C) | 15 (−10) | 22 (−5) | 34 (1)  | 53 (12) | 69 (21) | 77 (25) | 81 (27) | 80 (27) | 69 (20) | 55 (13) | 33 (1)  | 19 (−7) |
| Temperatura minima media °F (°C)  | −4 (−25) | 4 (−15) | 17 (−8) | 31 (−1) | 44 (6)  | 54 (12) | 58 (14) | 56 (12) | 45 (7)  | 34 (1)  | 18 (−8) | 3 (−16) |
| Precipitazioni (in)               | 0,78     | 0,62    | 0,89    | 1,17    | 2,11    | 2,98    | 2,89    | 2,92    | 1,95    | 1,59    | 0,86    | 0,59    |
| Fonte: MSN.com                    |          |         |         |         |         |         |         |         |         |         |         |         |

## Popolazione
Secondo il censimento del 2000, a Grand Forks vivevano 49 321 persone, ed erano presenti 11 058 gruppi familiari. La densità di popolazione era di 989,8 ab./km². Nel territorio comunale si trovavano 20 838 unità edificate. Per quanto riguarda la composizione etnica degli abitanti, il 93,35% era bianco, lo 0,86% era afroamericano, il 2,75% era nativo, lo 0,96% proveniva dall'Asia e lo 0,06% proveniva dall'Oceano Pacifico. Lo 0,58% della popolazione apparteneva ad altre razze e l'1,44% a due o più. La popolazione di ogni razza ispanica corrispondeva all'1,87% degli abitanti.
Le sei principali ascendenze degli abitanti sono: norvegesi (36,4%), tedeschi (34,7%), irlandesi (10,6%), francesi (6,5%), polacchi (6,2%) e inglesi (6,1%).
Per quanto riguarda la suddivisione della popolazione in fasce d'età, il 21,4% era al di sotto dei 18, il 22,9% fra i 18 e i 24, il 27,7% fra i 25 e i 44, il 18,3% fra i 45 e i 64, mentre infine il 9,8% era al di sopra dei 65 anni di età. L'età media della popolazione era di 28 anni. Per ogni 100 donne residenti vivevano 102,0 maschi.

## Economia
I principali produttori presenti a Grand Forks è il produttore di turbine eoliche LM Glasfiber, il produttore di piccoli aerei Cirrus Design. J. R. Simplot Company è il maggiore produttori di alimenti presente in città; il North Dakota Mill and Elevator, nell'area di Grand Forks, di proprietà dello stato del North Dakota è il più grande mulino costruito negli Stati Uniti.
Altri grandi datori di lavoro privati della città sono il ramo locale di Alerus e la catena locale di supermercati Hugo.
| #      | Imprese                    | # N° di dipendenti |
| ------ | -------------------------- | ------------------ |
| 1      | Altru Health System        | 4 129              |
| 2      | Grand Forks Air Force Base | 4 127              |
| 3      | University of North Dakota | 2 850 (2012)       |
| 4      | Grand Forks Public Schools | 1 671              |
| 5      | Valley Memorial Home       | 675                |
| 6      | LM Wind Power              | 650                |
| 7      | Amazon.com                 | 600                |
| 8      | Alerus Financial           | 573                |
| 9      | Città di Grand Forks       | 503                |
| 10     | Hugo's                     | 452                |
| 11     | J.R. Simplot               | 400 (2012)         |
| 12     | Walmart                    | 375 (2009)         |
| 13     | Grand Forks County         | 280 (2011)         |
| 14     | Grand Forks Herald         | 151 (2011)         |
| Totale |                            | 16 230             |